# 本一用水

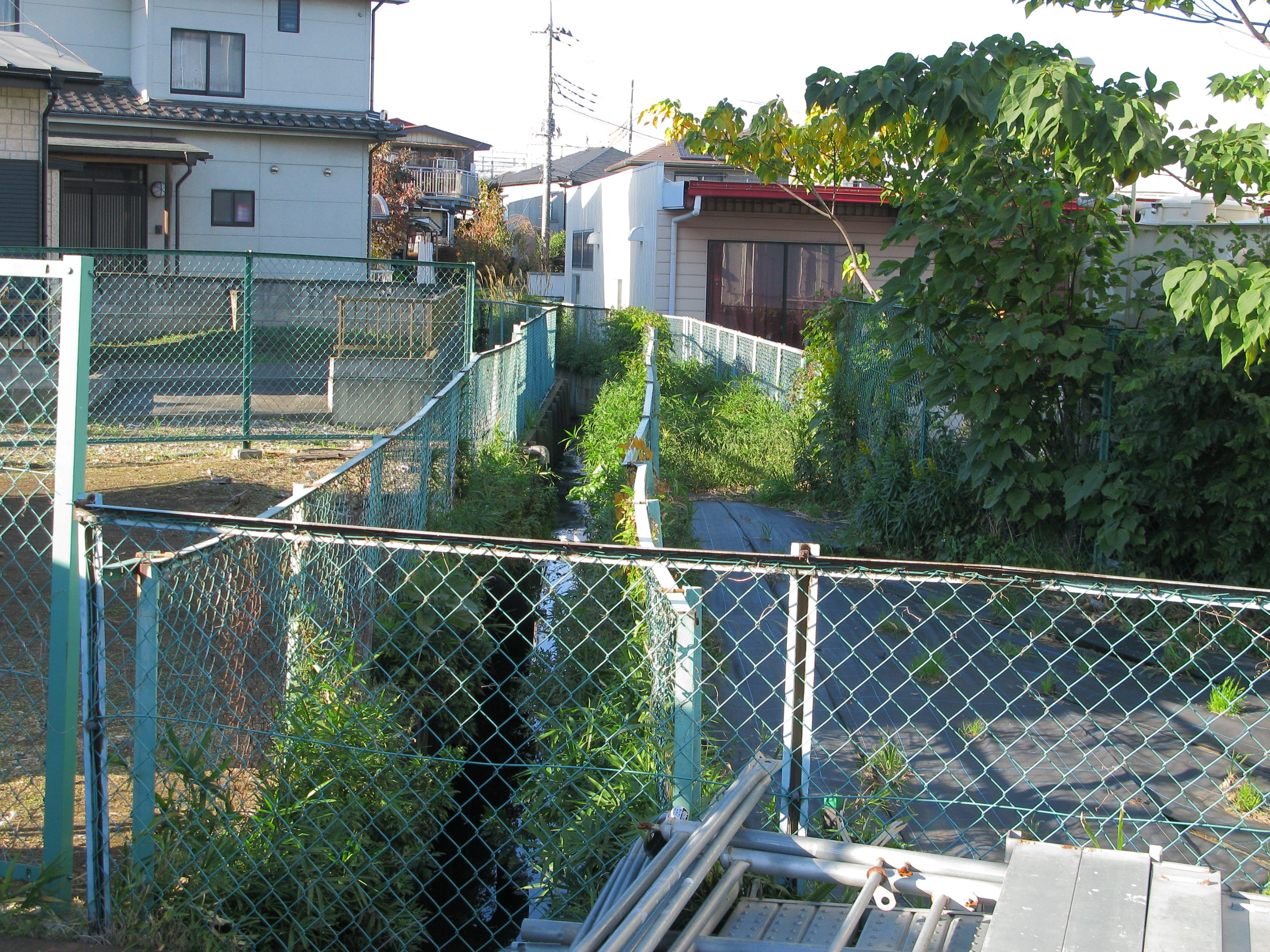
久喜本地区

本一用水（ほんいちようすい）は、埼玉県久喜市を灌漑していた農業用水路である。

## 概要
旧久喜町のうち大字久喜本・大字久喜新（両大字は現在の久喜本・久喜新の他、おおよそ上町（一部）・本町・久喜中央・久喜北2丁目（一部）・南・久喜東（一部）など）には北西より東南にかけて台地が存在していた。この台地の上に久喜の町場が築かれ、久喜本字本町・久喜本字仲町・久喜新字仲町・久喜新字新町など（いずれも現在の本町・久喜中央など）の町として発展してきた。この久喜本・久喜新のうち、南側に所在している低地の水田などを灌漑していたのがこの本一用水である。
かつては久喜町の主要灌漑用水路であったが、現在では流域周辺の市街化・宅地化などによって農業用水の需要が次第に薄れていき、現在では開渠区間はわずかとなっている。本町5丁目の流域で水路を暗渠化し、地上部を遊歩道として整備した区間も存在する。この遊歩道の区間より下流の流域では完全に埋め立てられ、地上は道路となっている。しかしながら流路跡は狭小道路として現存しているので、痕跡をたどることは可能である。このような現状から今日の残存流路ではもっぱら用水路としてではなく都市排水路として用いられている。なお、流路の詳細に関しては下記の流路節を参照されたい。
分水
- 馬場用水

## 流路
現存流路
- 水源：新川用水
- 新川用水左岸（東側）の「歓喜院圦」より分水し、久喜騎西線の南側に並行し途中までは開渠にて、その後は歩道下を暗渠として上早見・上町を東南東へ流下する。
- 上早見と久喜本の境界付近にて久喜騎西線を北側へと横断し、市道の西側沿いに歩道下暗渠として北東へ向かい久喜本字新堀を流下する。途中部分的に開渠となる。
- 久喜本字新堀（西側）と久喜本字大浦（北東側）および久喜本字道合（南東側）の境界付近（今日のコーポランド団地の西方）にて東方へと馬場用水を分水する。本一用水は南へ向かい流下する。
- さいたま栗橋線を東側へと横断し、本町6丁目の西端付近を東南に向かい流下する。この付近には排水機場が設置されている。
- 六万部久喜停車場線の旧道を南側へと横断し、本町5丁目を南東に向かい流下する。この区間までが開渠として現存している。
- 南中通り（市道）を東側へと横断した地点より流路は暗渠化され、地上は遊歩道となる。
- 久喜看護専門学校より下流の流域は完全に埋め立てられ、地上部は道路となっている。なお、この付近より本町3丁目西部の春日部久喜線との交点までは流路跡がそのまま狭小道路となっているため、痕跡をたどることが可能である。

旧流路
- 水源：新川用水
- 上早見字新堀付近にて新川用水より分水し、曲流しながら久喜本字新堀に向かい東南東へ流下する。
- 久喜本字新堀（西側）と久喜本字大浦（北東側）および久喜本字道合（南東側）の境界付近にて東方へと馬場用水を分水する。本一用水は南へ向かい流下する。
- 大宮栗橋線（現・さいたま栗橋線）を東側へと横断し、久喜本字稲荷木（とうかき）方面へ東南に向かい流下する。
- 六万部久喜停車場線の初期の道（現在の提燈祭り通りより騎西方面へ真っ直ぐに抜けず、久喜中学校方面へ曲がり、上町交差点へ至る道）を東側へと横断し、南へと流路を変え久喜中学校の東側を南へと流下する。
- 久喜高校の西側にて現在の春日部久喜線の南側に並行して西方より流下してくる水路と合流する。

## 橋梁
現在
- 暗渠（埼玉県道151号久喜騎西線）
- （埼玉県道3号さいたま栗橋線）
- （埼玉県道146号六万部久喜停車場線旧道）
- 遊歩道下の暗渠区間

過去
注：1968年（昭和43年）ごろ
- （埼玉県道36号大宮栗橋線）
- （埼玉県道146号六万部久喜停車場線旧道）
- （埼玉県道146号六万部久喜停車場線初期の旧道）
- （六間通り、市道久喜1号線）
- （埼玉県道85号春日部久喜線）

## 流域周辺所在の施設
- 久喜看護専門学校
- 久喜市立久喜中学校
- 久喜郵便局
- 埼玉県立久喜高等学校